# Oresjene (distrikt i Bulgarien, Silistra)
Oresjene (bulgariska: Орешене) är ett distrikt i Bulgarien.   Det ligger i kommunen Obsjtina Dulovo och regionen Silistra, i den nordöstra delen av landet, 300 km öster om huvudstaden Sofia.
Trakten runt Oresjene består till största delen av jordbruksmark. Runt Oresjene är det ganska tätbefolkat, med 65 invånare per kvadratkilometer.